# Séquence titre
Une séquence titre (title sequence en anglais) est le moment audiovisuel par lequel les films, séries, programmes télévisés et jeux vidéo affichent leur titre et parfois les membres importants du casting et de la production. C'est  généralement le logo de l'oeuvre qui est utilisé pour le titre.
Techniquement, il peut consister en des prises de vues cinématographiques, de l'animation, de la musique, des images fixes, du graphisme, etc.

## Galerie d'exemples
|  |  |  |  |
|  |  |  |  |
|  |  |  |  |